# Seiridium cardinale
Seiridium cardinale är en svampart som först beskrevs av W.W. Wagener, och fick sitt nu gällande namn av B. Sutton & I.A.S. Gibson 1972. Seiridium cardinale ingår i släktet Seiridium och familjen Amphisphaeriaceae.   Inga underarter finns listade i Catalogue of Life.